# ATP World Tour 2010

Das Logo der ATP World Tour 2010

Die ATP World Tour 2010 war die höchste Wettbewerbsserie im männlichen Profitennis im Jahr 2010 und wurde von der ATP organisiert. Sie bestand aus den vier Grand-Slam-Turnieren (von der ITF betreut) sowie aus den ATP World Tour Masters 1000, den ATP World Tour 500 und denn ATP World Tour 250 in absteigender Bedeutung. Darüber hinaus gehören die ATP World Tour Finals, der Davis Cup sowie der Hopman Cup dazu. Letztere beiden wurden wie die Grand-Slams von der ITF organisiert. Der Hopman Cup schüttete als einziger keine Punkte für die Tennisweltrangliste aus.

## Tourinformationen
Es wurden im Jahr 2010 insgesamt 67 Turniere in 32 Ländern auf sechs Kontinenten ausgetragen. Dabei wurden insgesamt 81.236.440 US-Dollar an Preisgeld ausgeschüttet. Die finanziellen Verpflichtungen aller Turniere beliefen sich auf insgesamt 95.551.000 US-Dollar. Berücksichtigt wurden alle Turniere außer den vier Grand-Slam-Turnieren und dem Davis Cup. Von den 67 Turnieren waren 39 Hartplatzturniere, 22 Sandplatzturniere und 6 Rasenturniere. Es wurden 48 im Freien gespielt und 19 in der Halle.
| Anzahl der Turniere nach Turnierserie | Anzahl der Turniere nach Turnierserie |
| ------------------------------------- | ------------------------------------- |
|                                       | 4 Grand-Slam-Turniere                 |
| Barclays ATP World Tour Finals        | Barclays ATP World Tour Finals        |
| ATP World Tour Masters 1000           | 9 ATP World Tour Masters 1000         |
| ATP World Tour 500                    | 11 ATP World Tour 500                 |
| ATP World Tour 250                    | 41 ATP World Tour 250                 |
| Davis Cup                             | Davis Cup                             |
|                                       | Teamwettbewerbe                       |

### Länder
| Anzahl der Turniere nach Ländern | Anzahl der Turniere nach Ländern | Anzahl der Turniere nach Ländern |
| -------------------------------- | -------------------------------- | -------------------------------- |
| 13 Vereinigte Staaten            | 02 Schweiz                       | 01 Monaco                        |
| 06 Frankreich                    | 01 Argentinien                   | 01 Marokko                       |
| 05 Deutschland                   | 01 Österreich                    | 01 Neuseeland                    |
| 04 Vereinigtes Königreich        | 01 Brasilien                     | 01 Portugal                      |
| 03 Spanien                       | 01 Kanada                        | 01 Katar                         |
| 04 Australien                    | 01 Chile                         | 01 Rumänien                      |
| 02 Volksrepublik China           | 01 Indien                        | 01 Serbien                       |
| 02 Kroatien                      | 01 Italien                       | 01 Südafrika                     |
| 02 Niederlande                   | 01 Japan                         | 01 Thailand                      |
| 02 Russland                      | 01 Malaysia                      | 01 Vereinigte Arabische Emirate  |
| 02 Schweden                      | 01 Mexiko                        |                                  |

## Turnierplan

### Januar
| Datum  | Turnier | Sieger                                 | Finalgegner                           | Ergebnis        |
| ------ | --- | -------------------------------------- | ------------------------------------- | --------------- |
| 04.01. | Hopman Cup Perth, Australien Hartplatz (Halle) 8 MX                                                               | Spanien                                | Vereinigtes Königreich                | 2:1             |
| 04.01. | Brisbane International Brisbane, Australien ATP World Tour 250 – Hartplatz 32E / 16D – $ 372.500 / $ 424.250      | Andy Roddick                           | Radek Štěpánek                        | 7:62, 7:67      |
| 04.01. | Brisbane International Brisbane, Australien ATP World Tour 250 – Hartplatz 32E / 16D – $ 372.500 / $ 424.250      | Jérémy Chardy Marc Gicquel             | Lukáš Dlouhý Leander Paes             | 6:3, 7:65       |
| 04.01. | Aircel Chennai Open Chennai, Indien ATP World Tour 250 – Hartplatz 32E / 16D – $ 398.250 / $ 450.000              | Marin Čilić                            | Stan Wawrinka                         | 7:62, 7:63      |
| 04.01. | Aircel Chennai Open Chennai, Indien ATP World Tour 250 – Hartplatz 32E / 16D – $ 398.250 / $ 450.000              | Marcel Granollers Santiago Ventura     | Lu Yen-hsun Janko Tipsarević          | 7:5, 6:2        |
| 04.01. | Qatar ExxonMobil Open Doha, Katar ATP World Tour 250 – Hartplatz 32E / 16D – $ 1.024.000 / $ 1.110.250            | Nikolai Dawydenko                      | Rafael Nadal                          | 0:6, 7:68, 6:4  |
| 04.01. | Qatar ExxonMobil Open Doha, Katar ATP World Tour 250 – Hartplatz 32E / 16D – $ 1.024.000 / $ 1.110.250            | Guillermo García López Albert Montañés | František Čermák Michal Mertiňák      | 6:4, 7:5        |
| 11.01. | Medibank International Sydney Sydney, Australien ATP World Tour 250 – Hartplatz 28E / 16D – $ 372.500 / $ 424.250 | Marcos Baghdatis                       | Richard Gasquet                       | 6:4, 7:62       |
| 11.01. | Medibank International Sydney Sydney, Australien ATP World Tour 250 – Hartplatz 28E / 16D – $ 372.500 / $ 424.250 | Daniel Nestor Nenad Zimonjić           | Ross Hutchins Jordan Kerr             | 6:3, 7:65       |
| 11.01. | Heineken Open Auckland, Neuseeland ATP World Tour 250 – Hartplatz 28E / 16D – $ 355.500 / $ 407.250               | John Isner                             | Arnaud Clément                        | 6:3, 5:7, 7:62  |
| 11.01. | Heineken Open Auckland, Neuseeland ATP World Tour 250 – Hartplatz 28E / 16D – $ 355.500 / $ 407.250               | Marcus Daniell Horia Tecău             | Marcelo Melo Bruno Soares             | 7:5, 6:4        |
| 18.01. | Australian Open Melbourne, Australien Grand Slam – Hartplatz 128E / 64D / 32MX – A$ 24.094.000                    | Roger Federer                          | Andy Murray                           | 6:3, 6:4, 7:611 |
| 18.01. | Australian Open Melbourne, Australien Grand Slam – Hartplatz 128E / 64D / 32MX – A$ 24.094.000                    | Bob Bryan Mike Bryan                   | Daniel Nestor Nenad Zimonjić          | 6:3, 6:75, 6:3  |
| 18.01. | Australian Open Melbourne, Australien Grand Slam – Hartplatz 128E / 64D / 32MX – A$ 24.094.000                    | Cara Black Leander Paes                | Jekaterina Makarowa Jaroslav Levinský | 7:5, 6:3        |

### Februar
| Datum  | Turnier | Sieger                             | Finalgegner                     | Ergebnis         |
| ------ | --- | ---------------------------------- | ------------------------------- | ---------------- |
| 01.02. | Movistar Open Santiago de Chile, Chile ATP World Tour 250 – Sand 32E / 16D – $ 398.250 / $ 450.000                                                | Thomaz Bellucci                    | Juan Mónaco                     | 6:2, 0:6, 6:4    |
| 01.02. | Movistar Open Santiago de Chile, Chile ATP World Tour 250 – Sand 32E / 16D – $ 398.250 / $ 450.000                                                | Łukasz Kubot Oliver Marach         | Potito Starace Horacio Zeballos | 6:4, 6:0         |
| 01.02. | PBZ Zagreb Indoors Zagreb, Kroatien ATP World Tour 250 – Hartplatz (Halle) 32E / 16D – € 398.250 / € 450.000                                      | Marin Čilić                        | Michael Berrer                  | 6:4, 6:75, 6:3   |
| 01.02. | PBZ Zagreb Indoors Zagreb, Kroatien ATP World Tour 250 – Hartplatz (Halle) 32E / 16D – € 398.250 / € 450.000                                      | Jürgen Melzer Philipp Petzschner   | Arnaud Clément Olivier Rochus   | 3:6, 6:3, [10:8] |
| 01.02. | SA Tennis Open Johannesburg, Südafrika ATP World Tour 250 – Hartplatz 32E / 16D – $ 442.500 / $ 500.000                                           | Feliciano López                    | Stéphane Robert                 | 7:5, 6:1         |
| 01.02. | SA Tennis Open Johannesburg, Südafrika ATP World Tour 250 – Hartplatz 32E / 16D – $ 442.500 / $ 500.000                                           | Rohan Bopanna Aisam-ul-Haq Qureshi | Karol Beck Harel Levy           | 2:6, 6:3, [10:5] |
| 08.02. | Brasil Open Costa do Sauípe, Brasilien ATP World Tour 250 – Sand 32E / 16D – $ 442.500 / $ 500.000                                                | Juan Carlos Ferrero                | Łukasz Kubot                    | 6:1, 6:0         |
| 08.02. | Brasil Open Costa do Sauípe, Brasilien ATP World Tour 250 – Sand 32E / 16D – $ 442.500 / $ 500.000                                                | Pablo Cuevas Marcel Granollers     | Łukasz Kubot Oliver Marach      | 7:5, 6:4         |
| 08.02. | ABN AMRO World Tennis Tournament Rotterdam, Niederlande ATP World Tour 500 – Hartplatz (Halle) 32E / 16D – € 1.150.000 / € 1.445.000              | Robin Söderling                    | Michail Juschny                 | 6:4, 2:0 aufgg.  |
| 08.02. | ABN AMRO World Tennis Tournament Rotterdam, Niederlande ATP World Tour 500 – Hartplatz (Halle) 32E / 16D – € 1.150.000 / € 1.445.000              | Daniel Nestor Nenad Zimonjić       | Simon Aspelin Paul Hanley       | 6:4, 4:6, [10:7] |
| 08.02. | SAP Open San José, Vereinigte Staaten ATP World Tour 250 – Hartplatz (Halle) 32E / 16D – $ 531.000 / $ 600.000                                    | Fernando Verdasco                  | Andy Roddick                    | 3:6, 6:4, 6:4    |
| 08.02. | SAP Open San José, Vereinigte Staaten ATP World Tour 250 – Hartplatz (Halle) 32E / 16D – $ 531.000 / $ 600.000                                    | Mardy Fish Sam Querrey             | Benjamin Becker Leonardo Mayer  | 7:63, 7:5        |
| 15.02. | Copa Telmex Buenos Aires, Argentinien ATP World Tour 250 – Sand 32E / 16D – $ 475.300 / $ 544.300                                                 | Juan Carlos Ferrero                | David Ferrer                    | 5:7, 6:4, 6:3    |
| 15.02. | Copa Telmex Buenos Aires, Argentinien ATP World Tour 250 – Sand 32E / 16D – $ 475.300 / $ 544.300                                                 | Sebastián Prieto Horacio Zeballos  | Simon Greul Peter Luczak        | 7:64, 6:3        |
| 15.02. | Open 13 Marseille, Frankreich ATP World Tour 250 – Hartplatz (Halle) 28E / 16D – € 512.750 / € 576.000                                            | Michaël Llodra                     | Julien Benneteau                | 6:3, 6:4         |
| 15.02. | Open 13 Marseille, Frankreich ATP World Tour 250 – Hartplatz (Halle) 28E / 16D – € 512.750 / € 576.000                                            | Julien Benneteau Michaël Llodra    | Julian Knowle Robert Lindstedt  | 6:4, 6:3         |
| 15.02. | Regions Morgan Keegan Championships Memphis, Vereinigte Staaten ATP World Tour 500 – Hartplatz (Halle) 32E / 16D – $ 1.100.000 / $ 1.226.500      | Sam Querrey                        | John Isner                      | 6:73, 7:65, 6:3  |
| 15.02. | Regions Morgan Keegan Championships Memphis, Vereinigte Staaten ATP World Tour 500 – Hartplatz (Halle) 32E / 16D – $ 1.100.000 / $ 1.226.500      | Sam Querrey John Isner             | Ross Hutchins Jordan Kerr       | 6:4, 6:4         |
| 22.02. | Delray Beach International Tennis Championships Delray Beach, Vereinigte Staaten ATP World Tour 250 – Hartplatz 32E / 16D – $ 442.500 / $ 500.000 | Ernests Gulbis                     | Ivo Karlović                    | 6:2, 6:3         |
| 22.02. | Delray Beach International Tennis Championships Delray Beach, Vereinigte Staaten ATP World Tour 250 – Hartplatz 32E / 16D – $ 442.500 / $ 500.000 | Bob Bryan Mike Bryan               | Philipp Marx Igor Zelenay       | 6:3, 7:63        |
| 22.02. | Abierto Mexicano Telcel Acapulco, Mexiko ATP World Tour 500 – Sand 32E / 16D – $ 955.000 / $ 1.081.500                                            | David Ferrer                       | Juan Carlos Ferrero             | 6:3, 3:6, 6:1    |
| 22.02. | Abierto Mexicano Telcel Acapulco, Mexiko ATP World Tour 500 – Sand 32E / 16D – $ 955.000 / $ 1.081.500                                            | Łukasz Kubot Oliver Marach         | Fabio Fognini Potito Starace    | 6:0, 6:0         |
| 22.02. | Barclays Dubai Tennis Championships Dubai, Vereinigte Arabische Emirate ATP World Tour 500 – Hartplatz 32E / 16D – $ 1.619.500 / $ 2.233.000      | Novak Đoković                      | Michail Juschny                 | 7:5, 5:7, 6:3    |
| 22.02. | Barclays Dubai Tennis Championships Dubai, Vereinigte Arabische Emirate ATP World Tour 500 – Hartplatz 32E / 16D – $ 1.619.500 / $ 2.233.000      | Simon Aspelin Paul Hanley          | Lukáš Dlouhý Leander Paes       | 6:2, 6:3         |

### März
| Datum  | Turnier | Sieger                    | Finalgegner                  | Ergebnis              |
| ------ | --- | ------------------------- | ---------------------------- | --------------------- |
| 05.03. | Davis Cup Erste Runde | Davis Cup Erste Runde     | Davis Cup Erste Runde        | Davis Cup Erste Runde |
| 11.03. | BNP Paribas Open Indian Wells, Vereinigte Staaten ATP World Tour Masters 1000 – Hartplatz 96E / 32D – $ 3.645.000 / $ 4.500.000 | Ivan Ljubičić             | Andy Roddick                 | 7:63, 7:65            |
| 11.03. | BNP Paribas Open Indian Wells, Vereinigte Staaten ATP World Tour Masters 1000 – Hartplatz 96E / 32D – $ 3.645.000 / $ 4.500.000 | Rafael Nadal Marc López   | Daniel Nestor Nenad Zimonjić | 7:68, 6:3             |
| 24.03. | Sony Ericsson Open Miami, Vereinigte Staaten ATP World Tour Masters 1000 – Hartplatz 96E / 32D – $ 3.645.000 / $ 4.500.000      | Andy Roddick              | Tomáš Berdych                | 7:5, 6:4              |
| 24.03. | Sony Ericsson Open Miami, Vereinigte Staaten ATP World Tour Masters 1000 – Hartplatz 96E / 32D – $ 3.645.000 / $ 4.500.000      | Lukáš Dlouhý Leander Paes | Mahesh Bhupathi Maks Mirny   | 6:2, 7:5              |

### April
| Datum  | Turnier | Sieger                       | Finalgegner                        | Ergebnis         |
| ------ | --- | ---------------------------- | ---------------------------------- | ---------------- |
| 05.04. | US Men’s Clay Court Championships Houston, Vereinigte Staaten ATP World Tour 250 – Sand 28E / 16D – $ 442.500 / $ 500.000 | Juan Ignacio Chela           | Sam Querrey                        | 5:7, 6:4, 6:3    |
| 05.04. | US Men’s Clay Court Championships Houston, Vereinigte Staaten ATP World Tour 250 – Sand 28E / 16D – $ 442.500 / $ 500.000 | Bob Bryan Mike Bryan         | Stephen Huss Wesley Moodie         | 6:3, 7:5         |
| 05.04. | Grand Prix Hassan II Casablanca, Marokko ATP World Tour 250 – Sand 28E / 16D – € 398.250 / € 450.000                      | Stanislas Wawrinka           | Victor Hănescu                     | 6:2, 6:3         |
| 05.04. | Grand Prix Hassan II Casablanca, Marokko ATP World Tour 250 – Sand 28E / 16D – € 398.250 / € 450.000                      | Horia Tecău Robert Lindstedt | Rohan Bopanna Aisam-ul-Haq Qureshi | 6:2, 3:6, [10:7] |
| 12.04. | Monte-Carlo Rolex Masters Monaco ATP World Tour Masters 1000 – Sand 56E / 24D – € 2.227.500 / € 2.543.750                 | Rafael Nadal                 | Fernando Verdasco                  | 6:0, 6:1         |
| 12.04. | Monte-Carlo Rolex Masters Monaco ATP World Tour Masters 1000 – Sand 56E / 24D – € 2.227.500 / € 2.543.750                 | Daniel Nestor Nenad Zimonjić | Mahesh Bhupathi Maks Mirny         | 6:3, 2:0 aufgg.  |
| 19.04. | Barcelona Open Banc Sabadell Barcelona, Spanien ATP World Tour 500 – Sand 56E / 24D – € 1.550.000 / € 1.995.000           | Fernando Verdasco            | Robin Söderling                    | 6:3, 4:6, 6:3    |
| 19.04. | Barcelona Open Banc Sabadell Barcelona, Spanien ATP World Tour 500 – Sand 56E / 24D – € 1.550.000 / € 1.995.000           | Daniel Nestor Nenad Zimonjić | Lleyton Hewitt Mark Knowles        | 4:6, 6:3, [10:6] |
| 26.04. | Internazionali BNL d’Italia Rom, Italien ATP World Tour Masters 1000 – Sand 56E / 24D – € 2.227.500 / € 2.750.000         | Rafael Nadal                 | David Ferrer                       | 7:5, 6:2         |
| 26.04. | Internazionali BNL d’Italia Rom, Italien ATP World Tour Masters 1000 – Sand 56E / 24D – € 2.227.500 / € 2.750.000         | Bob Bryan Mike Bryan         | John Isner Sam Querrey             | 6:2, 6:3         |

### Mai
| Datum  | Turnier | Sieger                               | Finalgegner                        | Ergebnis          |
| ------ | --- | ------------------------------------ | ---------------------------------- | ----------------- |
| 03.05. | BMW Open München, Deutschland ATP World Tour 250 – Sand 32E / 16D – € 398.250 / € 450.000                            | Michail Juschny                      | Marin Čilić                        | 6:3, 4:6, 6:4     |
| 03.05. | BMW Open München, Deutschland ATP World Tour 250 – Sand 32E / 16D – € 398.250 / € 450.000                            | Oliver Marach Santiago Ventura       | Eric Butorac Michael Kohlmann      | 5:7, 6:3, 16:14   |
| 03.05. | Estoril Open Estoril, Portugal ATP World Tour 250 – Sand 28E / 16D – € 398.250 / € 450.000                           | Albert Montañés                      | Frederico Gil                      | 6:2, 6:74, 7:5    |
| 03.05. | Estoril Open Estoril, Portugal ATP World Tour 250 – Sand 28E / 16D – € 398.250 / € 450.000                           | Marc López David Marrero             | Pablo Cuevas Marcel Granollers     | 6:71, 6:4, [10:4] |
| 03.05. | Serbia Open Belgrad, Serbien ATP World Tour 250 – Sand 28E / 16D – € 373.200 / € 424.950                             | Sam Querrey                          | John Isner                         | 3:6, 7:64, 6:4    |
| 03.05. | Serbia Open Belgrad, Serbien ATP World Tour 250 – Sand 28E / 16D – € 373.200 / € 424.950                             | Santiago González Travis Rettenmaier | Tomasz Bednarek Mateusz Kowalczyk  | 7:66, 6:1         |
| 10.05. | Mutua Madrileña Madrid Open Madrid, Spanien ATP World Tour Masters 1000 – Sand 56E / 24D – € 2.835.000 / € 3.700.000 | Rafael Nadal                         | Roger Federer                      | 6:4, 7:65         |
| 10.05. | Mutua Madrileña Madrid Open Madrid, Spanien ATP World Tour Masters 1000 – Sand 56E / 24D – € 2.835.000 / € 3.700.000 | Bob Bryan Mike Bryan                 | Daniel Nestor Nenad Zimonjić       | 6:3, 6:4          |
| 17.05. | Open de Nice Côte d’Azur Nizza, Frankreich ATP World Tour 250 – Sand 28E / 16D – € 398.250 / € 450.000               | Richard Gasquet                      | Fernando Verdasco                  | 6:3, 5:7, 7:65    |
| 17.05. | Open de Nice Côte d’Azur Nizza, Frankreich ATP World Tour 250 – Sand 28E / 16D – € 398.250 / € 450.000               | Bruno Soares Marcelo Melo            | Rohan Bopanna Aisam-ul-Haq Qureshi | 1:6, 6:3, [10:5]  |
| 17.05. | ARAG ATP World Team Championship Düsseldorf, Deutschland ATP World Tour 250 – Sand 8 Teams – € 750.000 / € 1.075.000 | Argentinien                          | Vereinigte Staaten                 | 2:1               |
| 23.05. | French Open Paris, Frankreich Grand Slam – Sand 128E / 64D / 32MX – € 16.807.400                                     | Rafael Nadal                         | Robin Söderling                    | 6:4, 6:2, 6:4     |
| 23.05. | French Open Paris, Frankreich Grand Slam – Sand 128E / 64D / 32MX – € 16.807.400                                     | Daniel Nestor Nenad Zimonjić         | Lukáš Dlouhý Leander Paes          | 7:5, 6:2          |
| 23.05. | French Open Paris, Frankreich Grand Slam – Sand 128E / 64D / 32MX – € 16.807.400                                     | Katarina Srebotnik Serbien           | Jaroslawa Schwedowa Julian Knowle  | 4:6, 7:65, [11:9] |

### Juni
| Datum  | Turnier | Sieger                               | Finalgegner                  | Ergebnis          |
| ------ | --- | ------------------------------------ | ---------------------------- | ----------------- |
| 07.06. | Gerry Weber Open Halle, Deutschland ATP World Tour 250 – Rasen 32E / 16D – € 639.150 / € 750.000                    | Lleyton Hewitt                       | Roger Federer                | 3:6, 7:64, 6:4    |
| 07.06. | Gerry Weber Open Halle, Deutschland ATP World Tour 250 – Rasen 32E / 16D – € 639.150 / € 750.000                    | Serhij Stachowskyj Michail Juschny   | Martin Damm Filip Polášek    | 4:6, 7:5, [10:7]  |
| 07.06. | AEGON Championships London, Vereinigtes Königreich ATP World Tour 250 – Rasen 56E / 24D – € 604.460 / € 713.950     | Sam Querrey                          | Mardy Fish                   | 7:63, 7:5         |
| 07.06. | AEGON Championships London, Vereinigtes Königreich ATP World Tour 250 – Rasen 56E / 24D – € 604.460 / € 713.950     | Novak Đoković Jonathan Erlich        | Karol Beck David Škoch       | 7:66, 2:6, [10:3] |
| 14.06. | UNICEF Open ’s-Hertogenbosch, Niederlande ATP World Tour 250 – Rasen 32E / 16D – € 398.250 / € 450.000              | Serhij Stachowskyj                   | Janko Tipsarević             | 6:3, 6:0          |
| 14.06. | UNICEF Open ’s-Hertogenbosch, Niederlande ATP World Tour 250 – Rasen 32E / 16D – € 398.250 / € 450.000              | Robert Lindstedt Horia Tecău         | Lukáš Dlouhý Leander Paes    | 1:6, 7:5, [10:7]  |
| 14.06. | AEGON International Eastbourne, Vereinigtes Königreich ATP World Tour 250 – Rasen 32E / 16D – € 405.000 / € 456.750 | Michaël Llodra                       | Guillermo García López       | 7:5, 6:2          |
| 14.06. | AEGON International Eastbourne, Vereinigtes Königreich ATP World Tour 250 – Rasen 32E / 16D – € 405.000 / € 456.750 | Mariusz Fyrstenberg Marcin Matkowski | Colin Fleming Ken Skupski    | 6:3, 5:7, [10:8]  |
| 21.06. | Wimbledon Championships Wimbledon, Vereinigtes Königreich Grand Slam – Rasen 128E / 64D / 48MX – £ 13.700.000       | Rafael Nadal                         | Tomáš Berdych                | 6:3, 7:5, 6:4     |
| 21.06. | Wimbledon Championships Wimbledon, Vereinigtes Königreich Grand Slam – Rasen 128E / 64D / 48MX – £ 13.700.000       | Philipp Petzschner Jürgen Melzer     | Robert Lindstedt Horia Tecău | 6:1, 7:5, 7:5     |
| 21.06. | Wimbledon Championships Wimbledon, Vereinigtes Königreich Grand Slam – Rasen 128E / 64D / 48MX – £ 13.700.000       | Cara Black Leander Paes              | Lisa Raymond Wesley Moodie   | 6:4, 7:65         |

### Juli
| Datum  | Turnier | Sieger                          | Finalgegner                          | Ergebnis              |
| ------ | --- | ------------------------------- | ------------------------------------ | --------------------- |
| 05.07. | Campbell’s Hall of Fame Championships Open Newport, Vereinigte Staaten ATP World Tour 250 – Rasen 32E / 16D – $ 442.500 / $ 500.000 | Mardy Fish                      | Olivier Rochus                       | 5:7, 6:3, 6:4         |
| 05.07. | Campbell’s Hall of Fame Championships Open Newport, Vereinigte Staaten ATP World Tour 250 – Rasen 32E / 16D – $ 442.500 / $ 500.000 | Carsten Ball Chris Guccione     | Santiago González Travis Rettenmaier | 6:3, 6:4              |
| 09.07. | Davis Cup Erste Runde | Davis Cup Erste Runde           | Davis Cup Erste Runde                | Davis Cup Erste Runde |
| 12.07. | SkiStar Swedish Open Båstad, Schweden ATP World Tour 250 – Sand 28E / 16D – € 398.250 / € 450.000                                   | Nicolás Almagro                 | Robin Söderling                      | 7:5, 3:6, 6:2         |
| 12.07. | SkiStar Swedish Open Båstad, Schweden ATP World Tour 250 – Sand 28E / 16D – € 398.250 / € 450.000                                   | Robert Lindstadt Horia Tecău    | Andreas Seppi Simone Vagnozzi        | 6:4, 7:5              |
| 12.07. | MercedesCup Stuttgart, Deutschland ATP World Tour 250 – Sand 28E / 16D – € 398.250 / € 450.000                                      | Albert Montañés                 | Gaël Monfils                         | 6:2, 1:2, aufg.       |
| 12.07. | MercedesCup Stuttgart, Deutschland ATP World Tour 250 – Sand 28E / 16D – € 398.250 / € 450.000                                      | Carlos Berlocq Eduardo Schwank  | Christopher Kas Philipp Petzschner   | 7:65, 7:66            |
| 19.07. | German Open Tennis Championship Hamburg, Deutschland ATP World Tour 500 – Sand 48E / 16D – € 1.000.000 / € 1.115.000                | Andrei Golubew                  | Jürgen Melzer                        | 6:3, 7:5              |
| 19.07. | German Open Tennis Championship Hamburg, Deutschland ATP World Tour 500 – Sand 48E / 16D – € 1.000.000 / € 1.115.000                | Marc López David Marrero        | Jérémy Chardy Paul-Henri Mathieu     | 6:3, 2:6, [10:8]      |
| 19.07. | Atlanta Tennis Championships Atlanta, Vereinigte Staaten ATP World Tour 250 – Hartplatz 32E / 16D – $ 531.000 / $ 600.000           | Mardy Fish                      | John Isner                           | 4:6, 6:4, 7:64        |
| 19.07. | Atlanta Tennis Championships Atlanta, Vereinigte Staaten ATP World Tour 250 – Hartplatz 32E / 16D – $ 531.000 / $ 600.000           | Scott Lipsky Rajeev Ram         | Rohan Bopanna Kristof Vliegen        | 6:3, 6:74, [12:10]    |
| 26.07. | Allianz Suisse Open Gstaad Gstaad, Schweiz ATP World Tour 250 – Sand 32E / 16D – € 398.250 / € 450.000                              | Nicolás Almagro                 | Richard Gasquet                      | 7:5, 6:1              |
| 26.07. | Allianz Suisse Open Gstaad Gstaad, Schweiz ATP World Tour 250 – Sand 32E / 16D – € 398.250 / € 450.000                              | Johan Brunström Jarkko Nieminen | Marcelo Melo Bruno Soares            | 6:3, 6:74, [11:9]     |
| 26.07. | Farmers Classic Los Angeles, Vereinigte Staaten ATP World Tour 250 – Hartplatz 28E / 16D – $ 619.500 / $ 700.000                    | Sam Querrey                     | Andy Murray                          | 5:7, 7:62, 6:3        |
| 26.07. | Farmers Classic Los Angeles, Vereinigte Staaten ATP World Tour 250 – Hartplatz 28E / 16D – $ 619.500 / $ 700.000                    | Bob Bryan Mike Bryan            | Eric Butorac Jean-Julien Rojer       | 6:76, 6:2, [10:7]     |
| 26.07. | ATP Studena Croatia Open Umag, Kroatien ATP World Tour 250 – Sand 32E / 16D – € 398.250 / € 450.000                                 | Juan Carlos Ferrero             | Potito Starace                       | 6:4, 6:4              |
| 26.07. | ATP Studena Croatia Open Umag, Kroatien ATP World Tour 250 – Sand 32E / 16D – € 398.250 / € 450.000                                 | Leoš Friedl Filip Polášek       | František Čermák Michal Mertiňák     | 6:4, 6:4              |

### August
| Datum  | Turnier | Sieger                       | Finalgegner                        | Ergebnis           |
| ------ | --- | ---------------------------- | ---------------------------------- | ------------------ |
| 02.08. | Legg Mason Tennis Classic Washington, Vereinigte Staaten ATP World Tour 500 – Hartplatz 48E / 16D – $ 1.165.500 / $ 1.402.000                           | David Nalbandian             | Marcos Baghdatis                   | 6:2, 7:64          |
| 02.08. | Legg Mason Tennis Classic Washington, Vereinigte Staaten ATP World Tour 500 – Hartplatz 48E / 16D – $ 1.165.500 / $ 1.402.000                           | Mardy Fish Mark Knowles      | Tomáš Berdych Radek Štěpánek       | 4:6, 7:67, [10:7]  |
| 09.08. | Rogers Cup Toronto, Kanada ATP World Tour Masters 1000 – Hartplatz 56E / 24D – $ 2.430.000 / $ 3.000.000                                                | Andy Murray                  | Roger Federer                      | 7:5, 7:5           |
| 09.08. | Rogers Cup Toronto, Kanada ATP World Tour Masters 1000 – Hartplatz 56E / 24D – $ 2.430.000 / $ 3.000.000                                                | Bob Bryan Mike Bryan         | Julien Benneteau Michaël Llodra    | 7:5, 6:3           |
| 16.08. | Western & Southern Financial Group Masters Cincinnati, Vereinigte Staaten ATP World Tour Masters 1000 – Hartplatz 56E / 24D – $ 2.430.000 / $ 3.000.000 | Roger Federer                | Mardy Fish                         | 6:75, 7:61, 6:4    |
| 16.08. | Western & Southern Financial Group Masters Cincinnati, Vereinigte Staaten ATP World Tour Masters 1000 – Hartplatz 56E / 24D – $ 2.430.000 / $ 3.000.000 | Bob Bryan Mike Bryan         | Mahesh Bhupathi Maks Mirny         | 6:3, 6:4           |
| 23.08. | Pilot Pen Tennis New Haven, Vereinigte Staaten ATP World Tour 250 – Hartplatz 48E / 16D – $ 553.750 / $ 750.000                                         | Serhij Stachowskyj           | Denis Istomin                      | 3:6, 6:3, 6:4      |
| 23.08. | Pilot Pen Tennis New Haven, Vereinigte Staaten ATP World Tour 250 – Hartplatz 48E / 16D – $ 553.750 / $ 750.000                                         | Horia Tecău Robert Lindstedt | Rohan Bopanna Aisam-ul-Haq Qureshi | 6:4, 7:5           |
| 30.08. | US Open New York City, Vereinigte Staaten Grand Slam – Hartplatz 128E / 64D / 32MX – $ 23.600.000                                                       | Rafael Nadal                 | Novak Đoković                      | 6:4, 5:7, 6:4, 6:2 |
| 30.08. | US Open New York City, Vereinigte Staaten Grand Slam – Hartplatz 128E / 64D / 32MX – $ 23.600.000                                                       | Bob Bryan Mike Bryan         | Rohan Bopanna Aisam-ul-Haq Qureshi | 7:65, 7:64         |
| 30.08. | US Open New York City, Vereinigte Staaten Grand Slam – Hartplatz 128E / 64D / 32MX – $ 23.600.000                                                       | Liezel Huber Bob Bryan       | Květa Peschke Aisam-ul-Haq Qureshi | 6:4, 6:4           |

### September
| Datum  | Turnier | Sieger                           | Finalgegner                          | Ergebnis             |
| ------ | --- | -------------------------------- | ------------------------------------ | -------------------- |
| 17.09. | Davis Cup Halbfinale                                                                                                  | Davis Cup Halbfinale             | Davis Cup Halbfinale                 | Davis Cup Halbfinale |
| 20.09. | Open de Moselle Metz, Frankreich ATP World Tour 250 – Hartplatz (Halle) 28E / 16D – € 398.250 / € 450.000             | Gilles Simon                     | Mischa Zverev                        | 6:3, 6:2             |
| 20.09. | Open de Moselle Metz, Frankreich ATP World Tour 250 – Hartplatz (Halle) 28E / 16D – € 398.250 / € 450.000             | Dustin Brown Rogier Wassen       | Marcelo Melo Bruno Soares            | 6:3, 6:3             |
| 20.09. | BCR Open Romania Bukarest, Rumänien ATP World Tour 250 – Sand 28E / 16D – € 368.450 / € 420.200                       | Juan Ignacio Chela               | Pablo Andújar                        | 7:5, 6:1             |
| 20.09. | BCR Open Romania Bukarest, Rumänien ATP World Tour 250 – Sand 28E / 16D – € 368.450 / € 420.200                       | Juan Ignacio Chela Łukasz Kubot  | Marcel Granollers Santiago Ventura   | 6:2, 5:7, [13:11]    |
| 27.09. | PTT Thailand Open Bangkok, Thailand ATP World Tour 250 – Hartplatz (Halle) 28E / 16D – $ 551.000 / $ 608.500          | Guillermo García López           | Jarkko Nieminen                      | 6:4, 3:6, 6:4        |
| 27.09. | PTT Thailand Open Bangkok, Thailand ATP World Tour 250 – Hartplatz (Halle) 28E / 16D – $ 551.000 / $ 608.500          | Christopher Kas Viktor Troicki   | Jonathan Erlich Jürgen Melzer        | 6:4, 6:4             |
| 27.09. | Proton Malaysian Open Kuala Lumpur, Malaysia ATP World Tour 250 – Hartplatz (Halle) 28E / 16D – $ 850.000 / $ 947.750 | Michail Juschny                  | Andrei Golubew                       | 6:77, 6:2, 7:63      |
| 27.09. | Proton Malaysian Open Kuala Lumpur, Malaysia ATP World Tour 250 – Hartplatz (Halle) 28E / 16D – $ 850.000 / $ 947.750 | František Čermák Michal Mertiňák | Mariusz Fyrstenberg Marcin Matkowski | 7:63, 7:65           |

### Oktober
| Datum  | Turnier | Sieger                           | Finalgegner                          | Ergebnis         |
| ------ | --- | -------------------------------- | ------------------------------------ | ---------------- |
| 04.10. | China Open Peking, Volksrepublik China ATP World Tour 500 – Hartplatz 32E / 16D – $ 2.100.000 / $ 3.336.500                        | Novak Đoković                    | David Ferrer                         | 6:2, 6:4         |
| 04.10. | China Open Peking, Volksrepublik China ATP World Tour 500 – Hartplatz 32E / 16D – $ 2.100.000 / $ 3.336.500                        | Bob Bryan Mike Bryan             | Mariusz Fyrstenberg Marcin Matkowski | 6:1, 7:65        |
| 04.10. | Rakuten Japan Open Tennis Championships Tokio, Japan ATP World Tour 500 – Hartplatz 32E / 16D – $ 1.100.000 / $ 1.226.500          | Rafael Nadal                     | Gaël Monfils                         | 6:1, 7:5         |
| 04.10. | Rakuten Japan Open Tennis Championships Tokio, Japan ATP World Tour 500 – Hartplatz 32E / 16D – $ 1.100.000 / $ 1.226.500          | Eric Butorac Jean-Julien Rojer   | Andreas Seppi Dmitri Tursunow        | 6:3, 6:2         |
| 11.10. | Shanghai Rolex Masters Shanghai, Volksrepublik China ATP World Tour Masters 1000 – Hartplatz 56E / 24D – $ 3.240.000 / $ 5.250.000 | Andy Murray                      | Roger Federer                        | 6:3, 6:2         |
| 11.10. | Shanghai Rolex Masters Shanghai, Volksrepublik China ATP World Tour Masters 1000 – Hartplatz 56E / 24D – $ 3.240.000 / $ 5.250.000 | Jürgen Melzer Leander Paes       | Mariusz Fyrstenberg Marcin Matkowski | 7:5, 4:6, [10:5] |
| 18.10. | If Stockholm Open Stockholm, Schweden ATP World Tour 250 – Hartplatz (Halle) 28E / 16D – € 531.000 / € 600.000                     | Roger Federer                    | Florian Mayer                        | 6:4, 6:3         |
| 18.10. | If Stockholm Open Stockholm, Schweden ATP World Tour 250 – Hartplatz (Halle) 28E / 16D – € 531.000 / € 600.000                     | Eric Butorac Jean-Julien Rojer   | Johan Brunström Jarkko Nieminen      | 6:3, 6:4         |
| 18.10. | Kremlin Cup Moskau, Russland ATP World Tour 250 – Hartplatz (Halle) 28E / 16D – $ 1.000.000 / $ 1.080.500                          | Viktor Troicki                   | Marcos Baghdatis                     | 3:6, 6:4, 6:3    |
| 18.10. | Kremlin Cup Moskau, Russland ATP World Tour 250 – Hartplatz (Halle) 28E / 16D – $ 1.000.000 / $ 1.080.500                          | Igor Kunizyn Dmitri Tursunow     | Janko Tipsarević Viktor Troicki      | 7:68, 6:3        |
| 25.10. | St. Petersburg Open Sankt Petersburg, Russland ATP World Tour 250 – Hartplatz (Halle) 32E / 16D – $ 663.750 / $ 750.000            | Michail Kukuschkin               | Michail Juschny                      | 6:3, 7:62        |
| 25.10. | St. Petersburg Open Sankt Petersburg, Russland ATP World Tour 250 – Hartplatz (Halle) 32E / 16D – $ 663.750 / $ 750.000            | Daniele Bracciali Potito Starace | Rohan Bopanna Aisam-ul-Haq Qureshi   | 7:66, 7:65       |
| 25.10. | Open Sud de France Montpellier, Frankreich ATP World Tour 250 – Belag 28E / 16D – € 575.250 / € 650.000                            | Gaël Monfils                     | Ivan Ljubičić                        | 6:2, 5:7, 6:1    |
| 25.10. | Open Sud de France Montpellier, Frankreich ATP World Tour 250 – Belag 28E / 16D – € 575.250 / € 650.000                            | Stephen Huss Ross Hutchins       | Marc López Eduardo Schwank           | 6:2, 4:6, [10:7] |
| 25.10. | Bank Austria TennisTrophy Wien, Österreich ATP World Tour 250 – Belag 28E / 16D – € 575.00 / € 650.000                             | Jürgen Melzer                    | Andreas Haider-Maurer                | 6:710, 7:64, 6:4 |
| 25.10. | Bank Austria TennisTrophy Wien, Österreich ATP World Tour 250 – Belag 28E / 16D – € 575.00 / € 650.000                             | Daniel Nestor Nenad Zimonjić     | Mariusz Fyrstenberg Marcin Matkowski | 7:5, 3:6, [10:5] |

### November
| Datum  | Turnier | Sieger                       | Finalgegner                  | Ergebnis             |
| ------ | --- | ---------------------------- | ---------------------------- | -------------------- |
| 01.11. | Valencia Open 500 Valencia, Spanien ATP World Tour 500 – Belag 32E / 16D – € 1.357.000 / € 2.019.000            | David Ferrer                 | Marcel Granollers            | 7:5, 6:3             |
| 01.11. | Valencia Open 500 Valencia, Spanien ATP World Tour 500 – Belag 32E / 16D – € 1.357.000 / € 2.019.000            | Andy Murray Jamie Murray     | Mahesh Bhupathi Maks Mirny   | 7:68, 5:7, [10:7]    |
| 01.11. | Swiss Indoors Basel Basel, Schweiz ATP World Tour 250 – Belag 32E / 16D – € 1.225.000 / € 1.755.000             | Roger Federer                | Novak Đoković                | 6:4, 3:6, 6:1        |
| 01.11. | Swiss Indoors Basel Basel, Schweiz ATP World Tour 250 – Belag 32E / 16D – € 1.225.000 / € 1.755.000             | Bob Bryan Mike Bryan         | Daniel Nestor Nenad Zimonjić | 6:3, 3:6, [10:3]     |
| 07.11. | BNP Paribas Masters Paris, Frankreich ATP World Tour Masters 1000 – Belag 48E / 24D – € 2.227.500 / € 2.750.000 | Robin Söderling              | Gaël Monfils                 | 6:1, 7:61            |
| 07.11. | BNP Paribas Masters Paris, Frankreich ATP World Tour Masters 1000 – Belag 48E / 24D – € 2.227.500 / € 2.750.000 | Mahesh Bhupathi Maks Mirny   | Mark Knowles Andy Ram        | 7:5, 7:5             |
| 22.11. | ATP World Tour Finals London, Vereinigtes Königreich Hartplatz (Halle) 8E / 8D – $ 5.070.000                    | Roger Federer                | Rafael Nadal                 | 6:3, 3:6, 6:1        |
| 22.11. | ATP World Tour Finals London, Vereinigtes Königreich Hartplatz (Halle) 8E / 8D – $ 5.070.000                    | Daniel Nestor Nenad Zimonjić | Mahesh Bhupathi Maks Mirny   | 7:66, 6:4            |
| 04.12. | Davis Cup Halbfinale                                                                                            | Davis Cup Halbfinale         | Davis Cup Halbfinale         | Davis Cup Halbfinale |

- 1 Turnierbeginn (ohne Qualifikation)
- 2 Das Kürzel „(Halle)“ (= indoor) bedeutet, dass das betreffende Turnier in einer Halle ausgetragen wird.

## Weltrangliste zu Saisonende
| Pos. | Spieler           | Punkte |
| ---- | ----------------- | ------ |
| 1.   | Rafael Nadal      | 12450  |
| 2.   | Roger Federer     | 9145   |
| 3.   | Novak Đoković     | 6240   |
| 4.   | Andy Murray       | 5760   |
| 5.   | Robin Söderling   | 5580   |
| 6.   | Tomáš Berdych     | 3955   |
| 7.   | David Ferrer      | 3735   |
| 8.   | Andy Roddick      | 3665   |
| 9.   | Fernando Verdasco | 3240   |
| 10.  | Michail Juschny   | 2920   |

| Pos. | Spieler         | Punkte |
| ---- | --------------- | ------ |
| 1.   | Bob Bryan       | 11500  |
| 1.   | Mike Bryan      | 11500  |
| 3.   | Daniel Nestor   | 9150   |
| 3.   | Nenad Zimonjić  | 9150   |
| 5.   | Leander Paes    | 5150   |
| 6.   | Mahesh Bhupathi | 5085   |
| 7.   | Maks Mirny      | 5070   |
| 8.   | Jürgen Melzer   | 4410   |
| 9.   | Lukáš Dlouhý    | 4315   |
| 10.  | Oliver Marach   | 4140   |

## Turniersieger

### Einzel
| Rang | Spieler             | Siege | Grand Slam | Tour Final | Masters 1000 | World Tour 500 | World Tour 250 | Hartplatz | Sand | Rasen | Freiplatz | Halle |
| ---- | ------------------- | ----- | ---------- | ---------- | ------------ | -------------- | -------------- | --------- | ---- | ----- | --------- | ----- |
| 1.   | Rafael Nadal        | 7     | 3          |            | 3            | 1              |                | 2         | 4    | 1     | 7         |       |
| 2.   | Roger Federer       | 5     | 1          | 1          | 1            | 1              | 1              | 5         |      |       | 2         | 3     |
| 3.   | Sam Querrey         | 4     |            |            |              | 1              | 3              | 2         | 1    | 1     | 3         | 1     |
| 4.   | Juan Carlos Ferrero | 3     |            |            |              |                | 3              |           | 3    |       | 3         |       |
| 5.   | Nicolás Almagro     | 2     |            |            |              |                | 2              |           | 2    |       | 2         |       |
| 5.   | Juan Ignacio Chela  | 2     |            |            |              |                | 2              |           | 2    |       | 2         |       |
| 5.   | Marin Čilić         | 2     |            |            |              |                | 2              | 2         |      |       | 1         | 1     |
| 5.   | Novak Đoković       | 2     |            |            |              | 2              |                | 2         |      |       | 2         |       |
| 5.   | David Ferrer        | 2     |            |            |              | 2              |                | 1         | 1    |       | 1         | 1     |
| 5.   | Mardy Fish          | 2     |            |            |              |                | 2              | 1         |      | 1     | 2         |       |
| 5.   | Michail Juschny     | 2     |            |            |              |                | 2              | 1         | 1    |       | 1         | 1     |
| 5.   | Michaël Llodra      | 2     |            |            |              |                | 2              | 1         |      | 1     | 1         | 1     |
| 5.   | Albert Montañés     | 2     |            |            |              |                | 2              |           | 2    |       | 2         |       |
| 5.   | Andy Murray         | 2     |            |            | 2            |                |                | 2         |      |       | 1         | 1     |
| 5.   | Andy Roddick        | 2     |            |            | 1            |                | 1              | 2         |      |       | 2         |       |
| 5.   | Robin Söderling     | 2     |            |            | 1            | 1              |                | 2         |      |       |           | 2     |
| 5.   | Serhij Stachowskyj  | 2     |            |            |              |                | 2              | 1         |      | 1     | 2         |       |
| 5.   | Fernando Verdasco   | 2     |            |            |              | 1              | 1              | 1         | 1    |       | 1         | 1     |
| 19.  | Marcos Baghdatis    | 1     |            |            |              |                | 1              | 1         |      |       | 1         |       |
| 19.  | Thomaz Bellucci     | 1     |            |            |              |                | 1              |           | 1    |       | 1         |       |
| 19.  | Nikolai Dawydenko   | 1     |            |            |              |                | 1              | 1         |      |       | 1         |       |
| 19.  | G. García López     | 1     |            |            |              |                | 1              | 1         |      |       |           | 1     |
| 19.  | Richard Gasquet     | 1     |            |            |              |                | 1              |           | 1    |       | 1         |       |
| 19.  | Andrei Golubew      | 1     |            |            |              | 1              |                |           | 1    |       | 1         |       |
| 19.  | Ernests Gulbis      | 1     |            |            |              |                | 1              | 1         |      |       | 1         |       |
| 19.  | Lleyton Hewitt      | 1     |            |            |              |                | 1              |           |      | 1     | 1         |       |
| 19.  | John Isner          | 1     |            |            |              |                | 1              | 1         |      |       | 1         |       |
| 19.  | Michail Kukuschkin  | 1     |            |            |              |                | 1              | 1         |      |       |           | 1     |
| 19.  | Ivan Ljubičić       | 1     |            |            | 1            |                |                | 1         |      |       | 1         |       |
| 19.  | Feliciano López     | 1     |            |            |              |                | 1              | 1         |      |       | 1         |       |
| 19.  | Jürgen Melzer       | 1     |            |            |              |                | 1              | 1         |      |       |           | 1     |
| 19.  | Gaël Monfils        | 1     |            |            |              |                | 1              | 1         |      |       |           | 1     |
| 19.  | David Nalbandian    | 1     |            |            |              | 1              |                | 1         |      |       | 1         |       |
| 19.  | Gilles Simon        | 1     |            |            |              |                | 1              | 1         |      |       |           | 1     |
| 19.  | Viktor Troicki      | 1     |            |            |              |                | 1              | 1         |      |       |           | 1     |
| 19.  | Stan Wawrinka       | 1     |            |            |              |                | 1              |           | 1    |       | 1         |       |

### Doppel
| Rang | Spieler              | Siege | Grand Slam | Tour Final | Masters 1000 | World Tour 500 | World Tour 250 | Hartplatz | Sand | Rasen | Freiplatz | Halle |
| ---- | -------------------- | ----- | ---------- | ---------- | ------------ | -------------- | -------------- | --------- | ---- | ----- | --------- | ----- |
| 1.   | Bob Bryan            | 11    | 2          |            | 4            | 2              | 3              | 8         | 3    |       | 10        | 1     |
| 1.   | Mike Bryan           | 11    | 2          |            | 4            | 2              | 3              | 8         | 3    |       | 10        | 1     |
| 3.   | Daniel Nestor        | 7     | 1          | 1          | 1            | 2              | 2              | 4         | 3    |       | 4         | 3     |
| 3.   | Nenad Zimonjić       | 7     | 1          | 1          | 1            | 2              | 2              | 4         | 3    |       | 4         | 3     |
| 5.   | Horia Tecău          | 5     |            |            |              |                | 5              | 2         | 2    | 1     | 5         |       |
| 6.   | Robert Lindstedt     | 4     |            |            |              |                | 4              | 1         | 2    | 1     | 4         |       |
| 7.   | Łukasz Kubot         | 3     |            |            |              | 1              | 2              |           | 3    |       | 3         |       |
| 7.   | Marc López           | 3     |            |            | 1            | 1              | 1              | 1         | 2    |       | 3         |       |
| 7.   | Oliver Marach        | 3     |            |            |              | 1              | 2              |           | 3    |       | 3         |       |
| 7.   | Jürgen Melzer        | 3     | 1          |            | 1            |                | 1              | 2         |      | 1     | 1         | 2     |
| 11.  | Eric Butorac         | 2     |            |            |              | 1              | 1              | 2         |      |       | 1         | 1     |
| 11.  | Mardy Fish           | 2     |            |            |              | 1              | 1              | 2         |      |       | 1         | 1     |
| 11.  | Marcel Granollers    | 2     |            |            |              |                | 2              | 1         | 1    |       | 2         |       |
| 11.  | David Marrero        | 2     |            |            |              | 1              | 1              |           | 2    |       | 2         |       |
| 11.  | Leander Paes         | 2     |            |            | 2            |                |                | 2         |      |       | 1         | 1     |
| 11.  | Philipp Petzschner   | 2     | 1          |            |              |                | 1              | 1         |      | 1     | 1         | 1     |
| 11.  | Sam Querrey          | 2     |            |            |              | 1              | 1              | 2         |      |       |           | 2     |
| 11.  | Jean-Julien Rojer    | 2     |            |            |              | 1              | 1              | 2         |      |       | 1         | 1     |
| 11.  | Santiago Ventura     | 2     |            |            |              |                | 2              | 1         | 1    |       | 2         |       |
| 20.  | Simon Aspelin        | 1     |            |            |              | 1              |                | 1         |      |       | 1         |       |
| 20.  | Carsten Ball         | 1     |            |            |              |                | 1              |           |      | 1     | 1         |       |
| 20.  | Julien Benneteau     | 1     |            |            |              |                | 1              | 1         |      |       |           | 1     |
| 20.  | Carlos Berlocq       | 1     |            |            |              |                | 1              |           | 1    |       | 1         |       |
| 20.  | Mahesh Bhupathi      | 1     |            |            | 1            |                |                | 1         |      |       |           | 1     |
| 20.  | Rohan Bopanna        | 1     |            |            |              |                | 1              | 1         |      |       | 1         |       |
| 20.  | Daniele Bracciali    | 1     |            |            |              |                | 1              | 1         |      |       |           | 1     |
| 20.  | Dustin Brown         | 1     |            |            |              |                | 1              | 1         |      |       |           | 1     |
| 20.  | Johan Brunström      | 1     |            |            |              |                | 1              |           | 1    |       | 1         |       |
| 20.  | František Čermák     | 1     |            |            |              |                | 1              | 1         |      |       |           | 1     |
| 20.  | Jérémy Chardy        | 1     |            |            |              |                | 1              | 1         |      |       | 1         |       |
| 20.  | Juan Ignacio Chela   | 1     |            |            |              |                | 1              |           | 1    |       | 1         |       |
| 20.  | Pablo Cuevas         | 1     |            |            |              |                | 1              |           | 1    |       | 1         |       |
| 20.  | Marcus Daniell       | 1     |            |            |              |                | 1              | 1         |      |       | 1         |       |
| 20.  | Novak Đoković        | 1     |            |            |              |                | 1              |           |      | 1     | 1         |       |
| 20.  | Lukáš Dlouhý         | 1     |            |            | 1            |                |                | 1         |      |       | 1         |       |
| 20.  | Jonathan Erlich      | 1     |            |            |              |                | 1              |           |      | 1     | 1         |       |
| 20.  | Leoš Friedl          | 1     |            |            |              |                | 1              |           | 1    |       | 1         |       |
| 20.  | Mariusz Fyrstenberg  | 1     |            |            |              |                | 1              |           |      | 1     | 1         |       |
| 20.  | G. García López      | 1     |            |            |              |                | 1              | 1         |      |       | 1         |       |
| 20.  | Marc Gicquel         | 1     |            |            |              |                | 1              | 1         |      |       | 1         |       |
| 20.  | Santiago González    | 1     |            |            |              |                | 1              |           | 1    |       | 1         |       |
| 20.  | Chris Guccione       | 1     |            |            |              |                | 1              |           |      | 1     | 1         |       |
| 20.  | Paul Hanley          | 1     |            |            |              | 1              |                | 1         |      |       | 1         |       |
| 20.  | Stephen Huss         | 1     |            |            |              |                | 1              | 1         |      |       |           | 1     |
| 20.  | Ross Hutchins        | 1     |            |            |              |                | 1              | 1         |      |       |           | 1     |
| 20.  | John Isner           | 1     |            |            |              | 1              |                | 1         |      |       |           | 1     |
| 20.  | Michail Juschny      | 1     |            |            |              |                | 1              |           |      | 1     | 1         |       |
| 20.  | Christopher Kas      | 1     |            |            |              |                | 1              | 1         |      |       |           | 1     |
| 20.  | Mark Knowles         | 1     |            |            |              | 1              |                | 1         |      |       | 1         |       |
| 20.  | Igor Kunizyn         | 1     |            |            |              |                | 1              | 1         |      |       |           | 1     |
| 20.  | Scott Lipsky         | 1     |            |            |              |                | 1              | 1         |      |       | 1         |       |
| 20.  | Michaël Llodra       | 1     |            |            |              |                | 1              | 1         |      |       |           | 1     |
| 20.  | Marcin Matkowski     | 1     |            |            |              |                | 1              |           |      | 1     | 1         |       |
| 20.  | Marcelo Melo         | 1     |            |            |              |                | 1              |           | 1    |       | 1         |       |
| 20.  | Michal Mertiňák      | 1     |            |            |              |                | 1              | 1         |      |       |           | 1     |
| 20.  | Maks Mirny           | 1     |            |            | 1            |                |                | 1         |      |       |           | 1     |
| 20.  | Albert Montañés      | 1     |            |            |              |                | 1              | 1         |      |       | 1         |       |
| 20.  | Andy Murray          | 1     |            |            |              | 1              |                | 1         |      |       |           | 1     |
| 20.  | Jamie Murray         | 1     |            |            |              | 1              |                | 1         |      |       |           | 1     |
| 20.  | Rafael Nadal         | 1     |            |            | 1            |                |                | 1         |      |       | 1         |       |
| 20.  | Jarkko Nieminen      | 1     |            |            |              |                | 1              |           | 1    |       | 1         |       |
| 20.  | Filip Polášek        | 1     |            |            |              |                | 1              |           | 1    |       | 1         |       |
| 20.  | Sebastián Prieto     | 1     |            |            |              |                | 1              |           | 1    |       | 1         |       |
| 20.  | Aisam-ul-Haq Qureshi | 1     |            |            |              |                | 1              | 1         |      |       | 1         |       |
| 20.  | Rajeev Ram           | 1     |            |            |              |                | 1              | 1         |      |       | 1         |       |
| 20.  | Travis Rettenmaier   | 1     |            |            |              |                | 1              |           | 1    |       | 1         |       |
| 20.  | Eduardo Schwank      | 1     |            |            |              |                | 1              |           | 1    |       | 1         |       |
| 20.  | Bruno Soares         | 1     |            |            |              |                | 1              |           | 1    |       | 1         |       |
| 20.  | Serhij Stachowskyj   | 1     |            |            |              |                | 1              |           |      | 1     | 1         |       |
| 20.  | Potito Starace       | 1     |            |            |              |                | 1              | 1         |      |       |           | 1     |
| 20.  | Viktor Troicki       | 1     |            |            |              |                | 1              | 1         |      |       |           | 1     |
| 20.  | Dmitri Tursunow      | 1     |            |            |              |                | 1              | 1         |      |       |           | 1     |
| 20.  | Rogier Wassen        | 1     |            |            |              |                | 1              | 1         |      |       |           | 1     |
| 20.  | Horacio Zeballos     | 1     |            |            |              |                | 1              |           | 1    |       | 1         |       |

## Rücktritte
Folgende Spieler beendete in der Saison 2010 ihre Karriere:
- Thierry Ascione – spielte sein letztes Match im September in Metz
- Younes El Aynaoui – beendete seine Karriere nach regelmäßigen Verletzungen im Januar in Doha
- Guillermo Cañas – gab im März seinen Rücktritt bekannt
- Martin Damm – spielte zuletzt im September bei den US Open
- Taylor Dent – spielte zuletzt im November auf der Challenger Tour
- Sébastien Grosjean – gab seinen Rücktritt während der French Open bekannt
- Dominik Hrbatý
- Nicolas Kiefer – spielte sein letztes Match beim Challenger in Aachen im November
- Alberto Martín – spielte zuletzt im Juni beim Challenger in Braunschweig
- Carlos Moyá – spielte sein letztes Match im Mai in Madrid
- Fabrice Santoro – spielte zuletzt im Januar bei den Australian Open
- Paradorn Srichaphan – trat im Juni 2010 zurück, nachdem er sich bei einem Unfall beide Hände brach
- Kevin Ullyett – spielte sein letztes Match im Juni in Wimbledon
- Mariano Zabaleta – gab im Mai seinen Rücktritt bekannt